# Präsidium des 9. Deutschen Bundestages

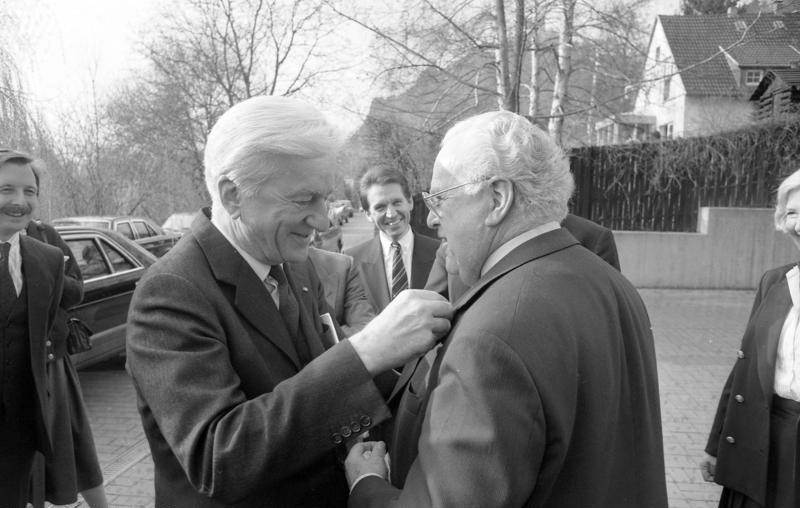
Richard Stücklen (rechts) und Richard von Weizsäcker

Das Präsidium des 9. Deutschen Bundestages bestand zunächst aus dem Bundestagspräsidenten Richard Stücklen (CSU) sowie den vier Stellvertretern Annemarie Renger, Georg Leber (beide SPD), Richard von Weizsäcker (CDU) und Richard Wurbs (FDP).

## Wahl des Präsidenten des Bundestages
Die Wahl des Bundestagspräsidenten fand in der konstituierenden Sitzung des am 5. Oktober 1980 neu gewählten Bundestags am 4. November 1980 statt. Den Wahlvorgang leitete der Alterspräsident und SPD-Fraktionsvorsitzende Herbert Wehner. Da die Union nach der Bundestagswahl weiterhin die stärkste Fraktion stellte, hatte sie traditionell das Recht, den Bundestagspräsidenten zu stellen. Der Unions-Fraktionsvorsitzende Helmut Kohl schlug Richard Stücklen vor. Er erhielt 463 der 515 abgegebenen Stimmen, was 89,90 % entsprach.

## Wahl der Vizepräsidenten
Die Wahl der Vizepräsidenten fand im Anschluss an die Wahl des Präsidenten statt. Es waren die bisherigen Vizepräsidenten Annemarie Renger, Georg Leber (beide SPD), Richard von Weizsäcker (CDU) und Richard Wurbs (FDP) vorgeschlagen. Die Vorgeschlagenen wurden in einem zusammengefassten Wahlgang einstimmig gewählt.

## Veränderung
Von Weizsäcker legte sein Amt als Stellvertreter des Präsidenten zum 21. März 1981 nieder, da er sich wieder der Berliner Landespolitik zuwandte. Daher wurde am 2. April 1981 der CDU-Abgeordnete Heinrich Windelen mit großer Mehrheit zu seinem Nachfolger gewählt.